# К-22 (1940)
| К-22                                                                                        | К-22                                                                                 | К-22                                                                                 |
| ------------------------------------------------------------------------------------------- | ------------------------------------------------------------------------------------ | ------------------------------------------------------------------------------------ |
|                                                                                             |                                                                                      |                                                                                      |
|                                                                                             |                                                                                      |                                                                                      |
| Схема підводного човна типу «Крейсерська»                                                   |                                                                                      |                                                                                      |
| Під прапором                                                                                | Військово-морський флот СРСР                                                         | Військово-морський флот СРСР                                                         |
| Порт приписки                                                                               | Бєломорськ Полярний                                                                  | Бєломорськ Полярний                                                                  |
| Закладений                                                                                  | 5 січня 1938 року                                                                    | 5 січня 1938 року                                                                    |
| Спуск на воду                                                                               | 4 листопада 1938 року                                                                | 4 листопада 1938 року                                                                |
| Введений до складу флоту                                                                    | 15 липня 1940 року                                                                   | 15 липня 1940 року                                                                   |
| На службі                                                                                   | 1940-1943                                                                            | 1940-1943                                                                            |
| Загибель                                                                                    | в лютому 1943 року зник безвісти                                                     | в лютому 1943 року зник безвісти                                                     |
| Бойовий досвід                                                                              | Друга світова війна Кампанія в Арктиці Арктичні конвої * Конвой QP 11 * Конвой PQ 15 | Друга світова війна Кампанія в Арктиці Арктичні конвої * Конвой QP 11 * Конвой PQ 15 |
| Нагороди                                                                                    | Радянська гвардія                                                                    | Радянська гвардія                                                                    |
| Проєкт                                                                                      |                                                                                      |                                                                                      |
| Тип ПЧ                                                                                      | крейсерський дизель-електричний торпедний підводний човен                            | крейсерський дизель-електричний торпедний підводний човен                            |
| Розробник проєкту                                                                           | завод № 194, Ленінград                                                               | завод № 194, Ленінград                                                               |
| Головний конструктор                                                                        | Рудницький М. О.                                                                     | Рудницький М. О.                                                                     |
| Основні характеристики                                                                      |                                                                                      |                                                                                      |
| Швидкість (надводна)                                                                        | 22,5 вузли (42 км/год)                                                               | 22,5 вузли (42 км/год)                                                               |
| Швидкість (підводна)                                                                        | 10 вузлів (18 км/год)                                                                | 10 вузлів (18 км/год)                                                                |
| Робоча глибина занурення                                                                    | 80 м                                                                                 | 80 м                                                                                 |
| Гранична глибина занурення                                                                  | 100 м                                                                                | 100 м                                                                                |
| Автономність плавання                                                                       | 50 діб                                                                               | 50 діб                                                                               |
| Екіпаж                                                                                      | 67 осіб (10 офіцерів і 57 матросів)                                                  | 67 осіб (10 офіцерів і 57 матросів)                                                  |
| Розміри                                                                                     |                                                                                      |                                                                                      |
| Довжина найбільша (по КВЛ)                                                                  | 97,7 м                                                                               | 97,7 м                                                                               |
| Ширина корпусу найб.                                                                        | 7,4 м                                                                                | 7,4 м                                                                                |
| Середня осадка (по КВЛ)                                                                     | 4,04 м                                                                               | 4,04 м                                                                               |
| Водотоннажність надводна                                                                    | 1 490 т                                                                              | 1 490 т                                                                              |
| Водотоннажність підводна                                                                    | 2 104 т                                                                              | 2 104 т                                                                              |
| Силова установка                                                                            |                                                                                      |                                                                                      |
| дизель-електрична; 2 × дизельних двигуни 9ДКР дизель-генератор 38К8 2 × електродвигуни ПГ11 |                                                                                      |                                                                                      |
| Гвинти                                                                                      | 2                                                                                    | 2                                                                                    |
| Потужність                                                                                  | 2 × 4200 к.с. (дизелі) 800 к.с. (дизель-генератор) 2 × 1200 к.с. (електродвигун)     | 2 × 4200 к.с. (дизелі) 800 к.с. (дизель-генератор) 2 × 1200 к.с. (електродвигун)     |
| Озброєння                                                                                   |                                                                                      |                                                                                      |
| Артилерія                                                                                   | 2 × 102-мм корабельні гармати Б-24БЛ                                                 | 2 × 102-мм корабельні гармати Б-24БЛ                                                 |
| Торпедно- мінне озброєння                                                                   | 6 носових та 4 кормові ТА калібру 533-мм (24 торпеди) 20 мін                         | 6 носових та 4 кормові ТА калібру 533-мм (24 торпеди) 20 мін                         |
| ППО                                                                                         | 2 × 45-мм напівавтоматичні гармати 21-К                                              | 2 × 45-мм напівавтоматичні гармати 21-К                                              |

К-22 — радянський великий дизель-електричний підводний човен серії XIV, типу «Крейсерська», що входив до складу Військово-морського флоту СРСР за часів Другої світової війни. Закладений 5 січня 1938 року на верфі заводу № 194, у Ленінграді під будівельним номером 109. 4 листопада 1938 року спущений на воду. 15 липня 1940 року корабель включений до складу Балтійського флоту ВМФ СРСР. Літом 1941 року по Біломорсько-Балтійського каналу перейшов до Бєломорська, пізніше до Архангельська. 17 вересня 1941 року зарахований до складу Північного флоту. 26 жовтня 1941 року човен переведений у Полярний, де увійшов до складу 1-го дивізіону бригади підводних човнів Північного флоту. З 1941 до 1943 року брав участь у німецько-радянській війні. Першим командиром став капітан-лейтенант Жуков Аркадій Олександрович.
За радянськими даними у часи німецько-радянської війни човен здійснив 8 бойових походів, у яких потопив 7 суден та барж противника.